# El chiste más gracioso del mundo (Richard Wiseman)

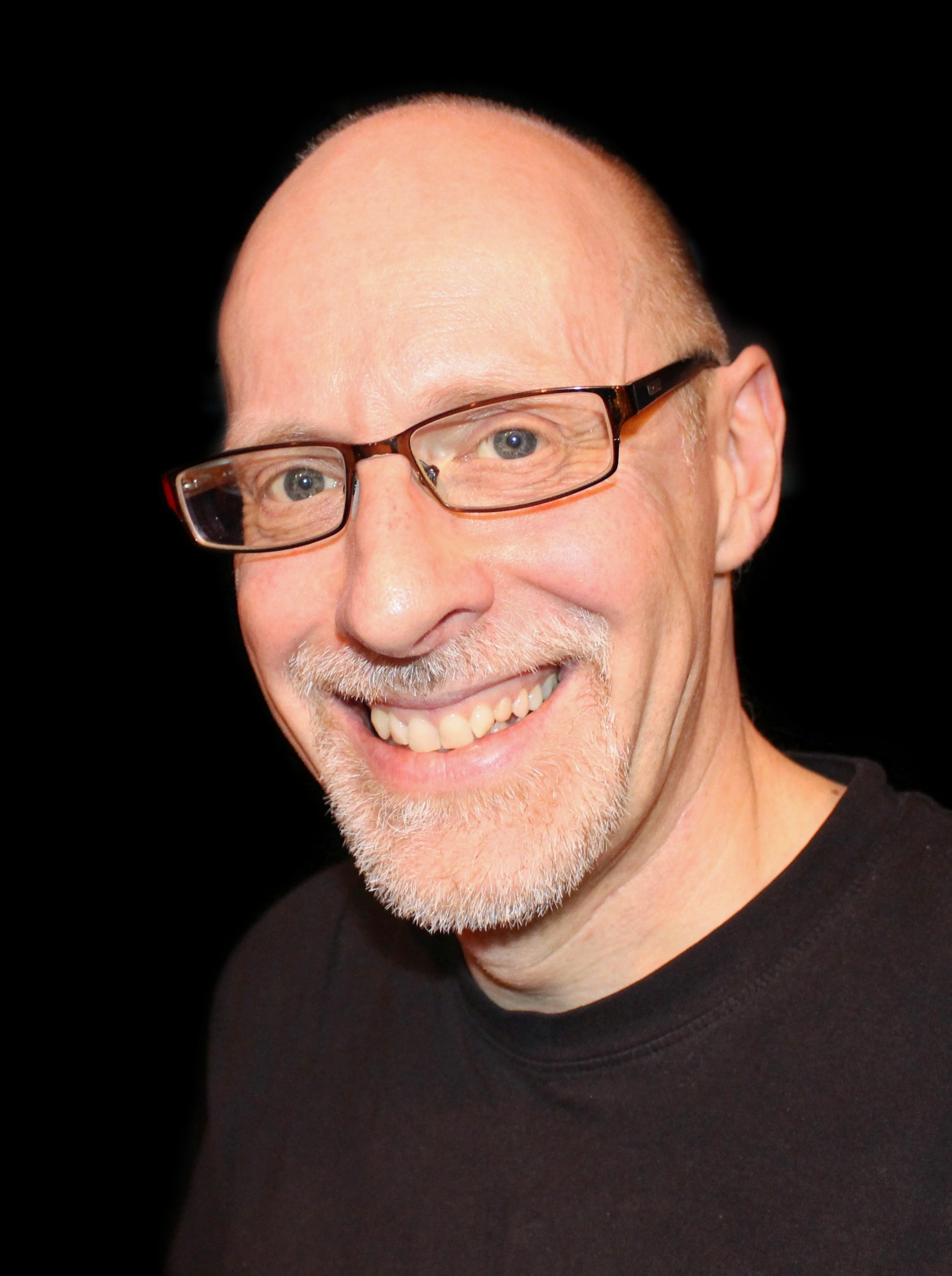
Foto de Richard Wiseman en 2014.

"El chiste más gracioso del mundo" es un término utilizado por Richard Wiseman de la Universidad de Hertfordshire en 2002 para resumir uno de los resultados de su investigación . Para su experimento, llamado LaughLab (Laboratorio de Risas), creó un sitio web donde las personas podían calificar y enviar chistes. Los propósitos de la investigación incluían descubrir el chiste que tenía la mayor apelación y comprensión entre las diferentes culturas, demografías y países. 
The History Channel cierta vez presentó un especial sobre el tema.

## Los Chistes
El chiste ganador fue presentado por Gurpal Gosal de Manchester. Más adelante se descubrió que estaba basado en un sketch de Spike Milligan de 1951, llamado Goon Show. 

Dos cazadores están en el bosque, y de repente uno cae al piso: No parece estar respirando, y sus ojos están vidriados. El otro cazador saca su teléfono del bolsillo, y llama a emergencias. El hombre dice “¡Mi amigo está muerto! ¿Qué puedo hacer?” El operador le contesta: “Cálmate. Te puedo ayudar. Lo primero que hay que hacer es asegurarnos de que está muerto”. Hay un silencio, y después se escucha un disparo. De vuelta en el teléfono, el hombre pregunta “Listo, ahora qué”

## Otros hallazgos
Los investigadores también incluyeron cinco chistes generados por computadora, a cuatro de ellos les fue bastante mal, pero a uno le fue mejor, tuvo una calificación superior a un tercio de los chistes humanos:

Que tipo de asesino tiene fibra moral? Un asesino cereal

El chiste que se envió a LaughLab más veces fue:

En inglés:
What's brown and sticky? A stick.
En español:
Qué es marron y pegajoso? Un palo

El chiste tiene más sentido en inglés, debido al parecido entre "pegajoso" (sticky) y "palo" (stick).
Durante un episodio del podcast Science Vs, Richard Wiseman dijo esto sobre si en realidad es el chiste más gracioso del mundo:

En inglés:
It was the joke that most people didn't hate. It's so you can look at any one group. You can look at men or women or young or old or Canadians. And there's always a joke that they thought was much, much funnier. But when you pulled the data, you got the average. And that's the average. It's the average joke.
En español:
Era el chiste que la mayoría de la gente no odiaba. Si observa a cualquier grupo, sean hombres o mujeres, jóvenes o mayores o canadienses, y siempre hay un chiste que les parece mucho, mucho más gracioso. Pero cuando se extraen los datos, se obtiene el promedio. Y ese es el promedio. Es el chiste promedio.